# К-525 «Архангельск»
К-525 «Архангельск» — советская многоцелевая атомная подводная лодка проекта 949 «Гранит» с управляемым ракетным вооружением с крылатыми ракетами П-700 «Гранит» 3-го поколения. По классификации НАТО — «Oscar-I». Находилась в боевом строю в 1981—1991 годах, в 2002 году была утилизирована в рамках программы «Глобальное партнёрство» на средства Великобритании.

## История строительства
К-525 — головной корабль проекта 949 «Гранит». Заложен 25 июля 1975 года в цеху № 55 ПО «Севмаш» в Северодвинске под заводским номером 605. Ответственный сдатчик — В. Н. Фролов.
10 сентября того же года зачислена в состав ВМФ СССР. От последующих кораблей проектов 949 и 949А К-525 отличался формой хвостового оперения, он единственный не был оборудован гибкой протяжённой буксируемой антенной.
В 1976 году для корабля были сформированы два экипажа, основной и резервный. В 1979 году сформирован 522-й технический экипаж.
3 мая 1980 года выведен из цеха и спущен в воду. 30 декабря 1980 года закончена программа испытаний и подписан приёмный акт, К-525 стала первой вошедшей строй атомной подводной лодкой третьего поколения.

## История службы
24 января 1981 года атомный подводный ракетный крейсер К-525 вошёл в состав 11-й дивизии подводных лодок Северного флота, остался в Северодвинске и начал усиленно эксплуатироваться с целью определения возможностей нового типа кораблей. 19 мая на корабле с визитом побывали министр судостроения М. В. Егоров и главком ВМФ С. Г. Горшков. Летом 1981 года выходил на замеры шумности. 2 октября 1981 года на К-525 поднят военно-морской флаг, в конце месяца корабль успешно выполнил залп четырьмя ракетами П-700 и отправился к месту постоянного базирования в Западную Лицу.
В 1982 году проходил акустические и оружейные испытания, в ноябре-декабре совершил боевую службу. В 1983 году получил новые гребные винты. 13 апреля 1983 года К-525 (старший на борту — командир 11-й ДиПЛ Е. Д. Чернов) совершил глубоководное погружение на предельную для данного проекта глубину 600 метров.
28 июля 1983 года подписан акт завершения государственных испытаний, 30 сентября завершена усиленная эксплуатация.
В 1983 году К-525 совершил боевую службу. 
В 1985 году К-525 вошёл в состав первой ударной группы 11-й дивизии, совместно с однотипным К-206 и многоцелевой АПЛ К-254.

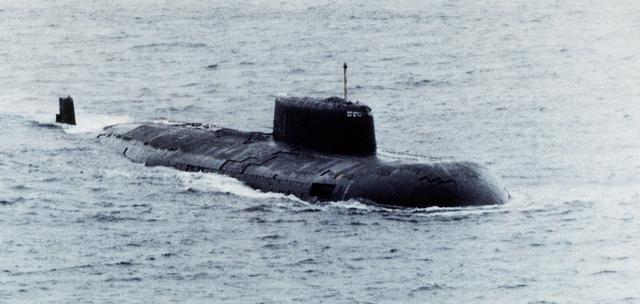
К-525 в 1987 году

В 1983—1985 и в 1988 годах корабль объявлялся лучшим на соединении, с 1983 по 1989 год экипаж ежегодно объявлялся «отличным». В 1987 и 1988 годах К-525 завоёвывал приз Главкома ВМФ за ракетную стрельбу по морской цели.
В 1991 году К-525 выведен в резерв в ожидании ремонта, в 1993 году переведён на ГП «Звёздочка» в Северодвинск. Получил имя «Архангельск». Планировалась замена основного вооружения корабля на ракеты комплекса «Болид». В 1996 году из-за отсутствия финансирования исключён из боевого состава ВМФ. Передан на хранение в ожидании утилизации. В 2002 году наименование передано ТРПКСН ТК-17 «Архангельск».
С января 2004 по январь 2005 года в док-камере предприятия «Звёздочка» специалисты «Севмашпредприятия» провели совместную утилизацию сразу двух АПЛ проекта 949: К-525 «Архангельск» и К-206 «Мурманск». Утилизацию спонсировала Великобритания в рамках программы «Глобального партнёрства», принятой на 28-м саммите «Большой восьмёрки» в 2002 году. На утилизацию каждой подлодки было выделено 5,2 млн фунтов стерлингов.

## Командиры
Кроме основного экипажа для К-525 в составе 11-й дивизии были сформированы резервный 24-й экипаж и 522-й технический экипаж.

### Основной экипаж
- 1976—1977: Паук А. А.
- 1977—1980: Бровко В. Г.
- 1980—1983: Илюшкин А. П.
- 1983—1986: Фёдоров В. В.
- 1986—1988: Черкасов Ю. В.
- 1988: Астафьев К. Н.
- 1988—1995: Рыбаков Э. Ф.
- 1995—1996: Осекин В. А.

### 24-й экипаж АПЛ проекта 949
- Нет данных

### 522-й технический экипаж
- 1979—1984: Козюра А. А.
- 1984—1988: Воронцов И. А.
- 1988—1994: Бабанов С. В.